# رتکلیف
رتکلیف (انگلیسی: Ratcliff)، محلی است در منطقه تاور هملتس لندن. در کرانه شمالی رودخانه تیمز بین لایم هاوس (در شرق) و شادول (در غرب) قرار دارد.